# Док Джонсона

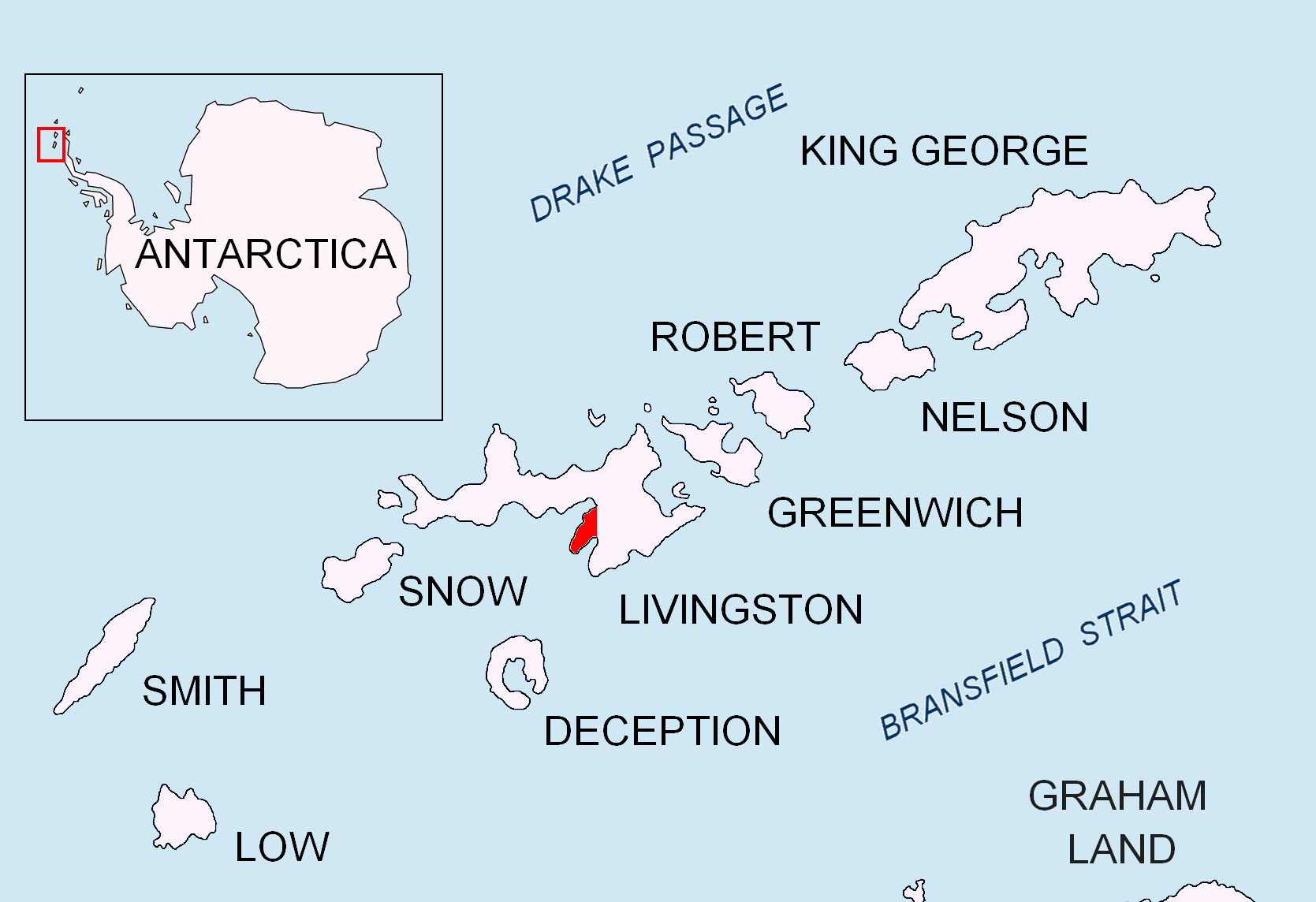
Розташування півострова Херд на Південних Шетландських островах

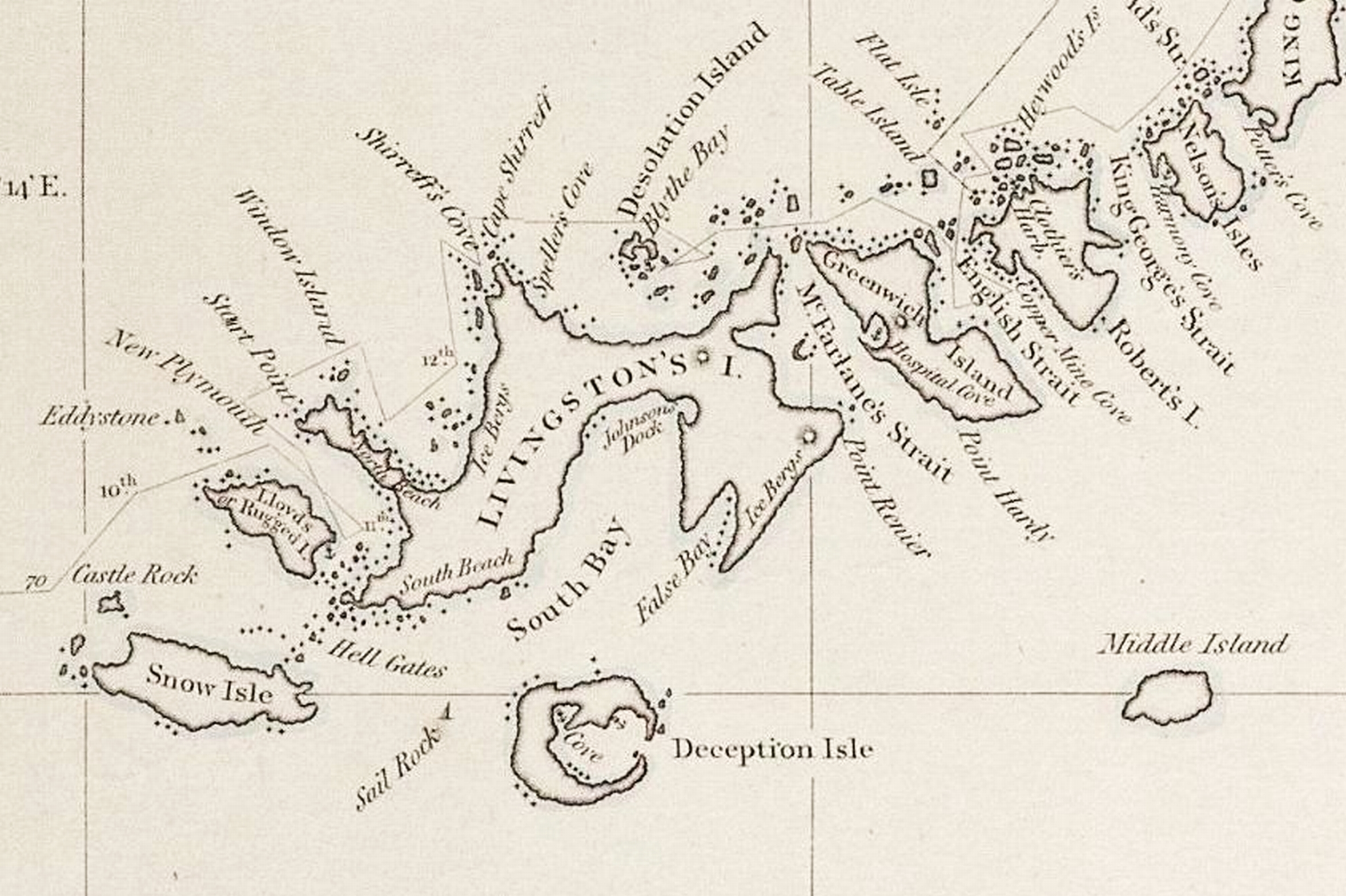
Фрагмент діаграми 1822 р Джорджа Пауелла про Південні Шетландські острови та Південні Оркнейські острови із зображенням дока Джонсона

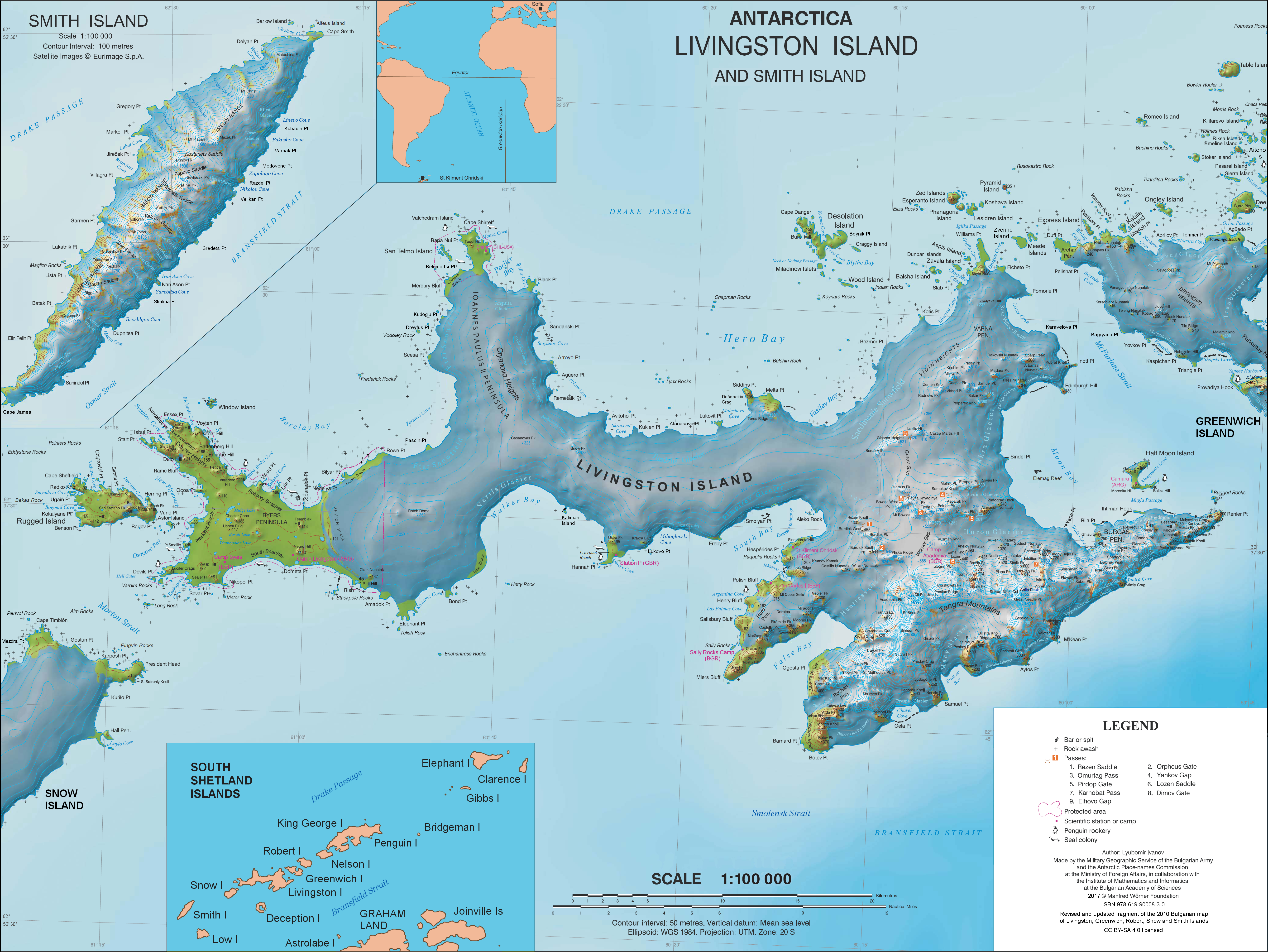
Топографічна карта острова Лівінгстон та острів Сміт

Док Джонсона (англ. Johnsons Dock, 62°39′37.4″ пд. ш. 60°22′03″ зх. д. / 62.660389° пд. ш. 60.36750° зх. д.) — це захищена затока шириною 500 м з виступом на 900 м на північно-західному узбережжі півострова Герд на острові Лівінгстон на Південних Шетландських островах, Антарктида. Це частина Південної затоки на північ від миса Баллестера. На північному сході знаходиться хребет Чарруа. 
Бухта була вперше відвідана  мисливцями на тюленів на початку XIX століття.

## Розташування
Середня точка бухти знаходиться на 1,9  км на південний-південний схід від мису Гесперидес (згідно з британським раннім картографуванням — у 1822 та 1968 роках, детальним іспанським картографуванням — у 1991 році, болгарським картографуванням — у 1996, 2005 та 2009 роках).

## Походження назви
Є декілька версій походження назви дока. Ймовірно він був названий на честь капітана британського брига «Меллона» Томаса Джонсона або на честь капітана американського морського корабля «Джейн Марія» та шхуни «Восп» Роберта Джонсона, які плавали до Південних Шетландських островів в часи їх відкриття.

## Карти
- Chart of South Shetland including Coronation Island, &c. [Архівовано 28 вересня 2013 у Wayback Machine.] from the exploration of the sloop Dove in the years 1821 and 1822 by George Powell Commander of the same. Scale ca. 1:200000. London: Laurie, 1822.
- Isla Livingston: Península Hurd. Mapa topográfico de escala 1:25000. Madrid: Servicio Geográfico del Ejército, 1991. (Map reproduced on p. 16 of the linked work)
- L.L. Ivanov. Livingston Island: Central-Eastern Region. Scale 1:25000 topographic map. Sofia: Antarctic Place-names Commission of Bulgaria, 1996.
- L.L. Ivanov et al. Antarctica: Livingston Island and Greenwich Island, South Shetland Islands. Scale 1:100000 topographic map. Sofia: Antarctic Place-names Commission of Bulgaria, 2005.
- L.L. Ivanov. Antarctica: Livingston Island and Greenwich, Robert, Snow and Smith Islands. Scale 1:120000 topographic map. Troyan: Manfred Wörner Foundation, 2010. ISBN 978-954-92032-9-5 (First edition 2009. ISBN 978-954-92032-6-4)
- Antarctic Digital Database (ADD). [Архівовано 5 березня 2017 у Wayback Machine.] Scale 1:250000 topographic map of Antarctica. Scientific Committee on Antarctic Research (SCAR). Since 1993, regularly upgraded and updated.
- L.L. Ivanov. Antarctica: Livingston Island and Smith Island. Scale 1:100000 topographic map. Manfred Wörner Foundation, 2017. ISBN 978-619-90008-3-0